# Francisco Valls (compositor)
Francisco Valls (en catalán, Francesc Valls; ¿Barcelona?, hacia 1671 - 3 de junio  de 1747) fue un compositor y teórico musical del barroco español, uno de los máximos exponentes de la música barroca en Cataluña.

## Biografía
Pese a los numerosos estudios realizados, no se sabe con certeza cómo se desarrolló su primera formación musical, que algunos biógrafos sitúan bajo la dirección de Michel Rosquelles, maestro de capilla de Santa María del Mar de Barcelona (1674-84). Tampoco se sabe con certeza la fecha de su nacimiento, que algunos autores habían puesto hacia 1665, pero un documento publicado por Pavía (1986) impone retrasarla por lo menos hasta 1671. En general se afirma que nació en Barcelona y pudo estudiar con el maestro de la catedral Juan Barter. Sin embargo hay razones para pensar que pudo haberse formado en Valencia.
La Biblioteca de Reserva de la Universidad de Barcelona conserva una cincuentena de obras que formaron parte de la biblioteca personal de Valls, y varios ejemplos de las marcas de propiedad que identificaron sus libros a lo largo de su vida.

## Vida profesional
No se ha encontrado ninguna verificación documentada sobre los supuestos nombramientos de Valls como maestro de capilla de Mataró (Barcelona) en 1688 ni de Gerona a finales de este año, aunque aspiró a ambas plazas. Lo único cierto es que en 1696 fue nombrado maestro de capilla de Santa María del Mar y el 7 de diciembre del mismo año pasó a sustituir en la catedral de Barcelona a Juan Barter, que se jubilaba. El 5 de diciembre de 1706, por la muerte de Barter, consiguió el propio nombramiento a perpetuidad. Su estancia en la catedral de Barcelona fue muy fructífera, tanto en lo que se refiere a su actividad compositiva como en el apartado de organización y funcionamiento de la capilla de música. En este aspecto, hay que señalar como una dato importante, la presencia de la corte del archiduque Carlos de Austria en la ciudad condal desde 1705. Éste instituyó su propia capilla de música en Barcelona y puso al frente de ella al napolitano Giuseppe Porsile. Las dos capillas actuaron conjuntamente en varias ocasiones; la continuada presencia de Porsile y sus músicos posibilitó a Valls el contacto directo con la música italiana de aquella época, la cual influyó no sólo en su propia obra sino también en la de sus discípulos, especialmente en Pedro Rabassa (1685-1767) y Jaume Casellas (1690-1762), dinamizando y modernizando los parámetros de la composición tradicional hispánica.
Hacia 1702 compuso la Misa Scala aretina a 13 voces, en la que una entrada del tiple II en el "Miserere nobis" del Gloria introducía una novena de difícil comprensión en aquella época. En 1715 se inició una polémica a este respecto, protagonizada por el maestro de capilla de Granada, Gregorio Portero, y seguida inmediatamente de réplicas y contrarréplicas. La mayoría de los músicos y compositores, que formaron parte de la polémica, se decantaron en favor de la licencia de Valls. Una consecuencia importante desatada por la polémica fue el conocimiento y difusión de la obra de Francisco Valls, quien, además, compuso la mayor parte de sus composiciones entre 1696 y 1726.
El 22 de febrero de 1726 pidió la jubilación al cabildo barcelonés, arguyendo los treinta años de servicios prestados y su delicada salud; su petición fue atendida el 14 de marzo del mismo año, aunque el cabildo le rogó que no abandonara la composición ni rompiera su vinculación con la capilla de música. Le sucedió en el cargo José Picañol, discípulo suyo.
La crítica lo ha considerado un compositor clave en la música catalana y española en general de la época, tanto por el lugar donde ejercía (la catedral de Barcelona) como por el conocimiento que tuvo de las nuevas corrientes musicales en Francia, Italia y Alemania.

## Obra y estilo
De acuerdo con las descripciones de los inventarios de 1726 y 1747, la producción total recogida en ellos comprendía 636 composiciones divididas en dos grandes apartados: el de música litúrgica con 341 obras y el de música en lengua romance con 287, más ocho obras de música instrumental.
Valls utiliza sus obras, con independencia de su género, diversos instrumentos, con una cierta gradación relacionada con el establecimiento de plantillas fijas. En todas estas obras aparece el acompañamiento continuo. Valls tiende tanto el colosalismo (obras a 15 y 16 voces, con coros vocales e instrumentales) como al intimismo, patente en las composiciones a solo.

### Música litúrgica
En el inventario de 1726, en el apartado litúrgico, figuran 25 misas, desde 4 a 16 voces la mayoría; 9 de ellas estaban compuestas con la técnica de cantus firmus. Un comentario aparte merecen los 114 motetes, agrupados en tres repertorios de 70, 24 y 20 obras. El número de composiciones a solo o a dúo, especialmente en las lamentaciones y los motetes, es muy significativo, por cuanto introduce la nueva estética expresiva de finales del siglo XVII y principios del XVIII, aplicada a textos de carácter dramático como las lamentaciones, o de tipo festivo, como los motetes; en ambos casos utiliza tanto el modelo hispánico, fruto de una continuada experimentación desde el último tercio del siglo XVII, como las novedades italianas surgidas de la cantata, con la presencia de recitados y arias.

### Música en lengua romance
La música en lengua descrita en el inventario de 1726 comprende 275 obras, en su mayoría en español, divididas en 6 oratorios, 143 villancicos y 126 tonos. Como es habitual en el Barroco hispánico, el equilibrio entre música litúrgica y música en lengua romance es casi perfecto; a ello debe añadirse el caso de los motetes, que si bien están escritos en latín, no forman parte exclusivamente de la música litúrgica, en ellos se encuentran a veces ciertas características de novedad y aperturismo comunes a la música en lengua romance. También es de destacar la tendencia de los tonos a los solos y dúos, coincidente con la nueva expresividad de finales del siglo XVII ya descrita.

### Música instrumental
La obra instrumental de Valls se inscribe en la estética de finales del Barroco; se pueden distinguir dos estilos, referidos al carácter de su producción. El primero de ellos se corresponde con la estética de fin de siglo, caracterizada por un alto grado de experimentalidad, común a toda la música hispánica, así como por el intimismo propio de las obras a solo o dúo, y por estar la trama musical perfectamente entroncada en la vocal. Un segundo estilo, más avanzado, es el resultado de la asunción directa de algunas novedades de la música italiana, presente en la Barcelona del archiduque Carlos. La combinación de los elementos tradicionales con los nuevos se hace patente sobre todo en la música en lengua romance, en la cual aparecen arias y recitativos perfectamente combinados; no se trata de una simple imitación, sino de una modernización del lenguaje de la época que precipita el propio lenguaje del período final del Barroco.

### Últimas obras
En el inventario realizado a raíz de su muerte y en el legado correspondiente a la Catedral de Barcelona aparecen pocas obras propias, sólo 24, pero entre ellas hay 8 ítems de "música de academias", es decir, música instrumental, al parecer perdida. Un segundo apartado se refiere a diversas obras litúrgicas y en lengua romance de diversos autores, sin duda, se trata de composiciones que tenía para su estudio y que utilizó para la defensa de su Misa Scala aretina, así como para referencias de su tratado Mapa harmónico.

### Mapa harmónico
Durante los años posteriores de su jubilación (1726) se dedicó a redactar el Mapa harmónico, que quedó inédito pero disfrutó de una notable difusión de sus contenidos. La obra debió de estar terminada hacia 1741, puesto que va precedida de un prólogo de Gregorio Santisso Bermudéz (antiguo maestro de capilla de la catedral de Sevilla y partidario de Valls en la polémica de la Misa Scala aretina), firmado en Lugo el 22 de octubre de 1742.
El Mapa armónico es uno de los puntos de reflexión más importantes (junto a los tratados de Rodríguez de Hita, Roel del Río y Rabassa) para el conocimiento de la estética hispánica del Barroco, a la vez que representa el testimonio excepcional de un compositor cuya polémica notoriedad le convirtió en piedra de toque para todos los músicos de su generación.
La motivación profunda de Valls al escribir su tratado era el estado de la música española de su tiempo, dividida entre conservadores y progresistas. Su postura se sitúa en un justo medio, equilibrando los desajustes y proponiendo modelos tanto españoles como extranjeros. Valls defiende la gravedad y gracia de la música española, que combina perfectamente las virtudes de los anteriores sin caer en sus extremos. Su conocimiento de la música europea le permite diseñar un ideal estético que combina a la vez el deleite del oído y la reflexión intelectual, con lo cual se sitúa de lleno en la doctrina europea de la primera mitad del siglo XVIII.

### Obras
- Agnus Dei, canon a 6 voces.
- Ah de la esfera de Marte, villancico, dedicado a San Jorge.
- Beata me dicent, canon a 4 voces y bajo continuo del tono undécimo.
- Beatus vir, Salmo 111 de Vísperas a 7 voces en dos coros y bajo continuo.
- Benedicta tu in mulieribus. Canon cancrizante a 4, 2º tono.
- Benedictus qui venit, canon a 4 voces.
- De un puro ardor abrasada
- De una medrosa noche, cantata profana.
- Diffusa est gratia, fuga para 2 voces, 2 violines y bajo continuo.
- Domine ad adiuvandum canto de invocación inicial a 8 voces en dos coros y bajo continuo.
- Ecce erim veritatem, fuga a 3 voces y bajo continuo.
- Ecce erim veritatem, canon a 6 voces y bajo continuo.
- Es un noble y sagrado firmamento, cantata a sol con 2 violines y bajo continuo, dedicada a San Francisco de Borja.
- Magnificat, cántico de vísperas a 6 voces en dos coros y bajo continuo.
- Missa de difunts, a 8 voces, 2 violines y bajo continuo.
- Missa del 5º tono
- Missa del 7º tono
- Missa Regalis (>1702), escrita en scala Aretina.
- Missa Scala Aretina (1702), para 11 voces en tres coros, dos violines, 2 oboes, violón, 2 clarines (o trompetas), órgano y bajo continuo para arpa.
  - Kyrie
  - Gloria
  - Credo
  - Sanctus
  - Agnus Dei
- Moradores del ámbito del mundo, villancico a 12 voces en tres coros, dos violines, violón, clarín, órgano y bajo continuo.
- O gloriosa virginum. Composición cancrizante del 2º tono, himno para 5 voces y bajo continuo.
- Responsori de difunts, a vuit voces, dos violines y bajo continuo.
- Salid del Averno, para 4 voces, 2 violines y bajo continuo.
- Specie Tua, canon a 4 voces y bajo continuo, 3.er tono.
- Super aspidem et basiliscum ambulabis, para 12 voces en tres coros y bajo continuo.
- Veni electa mea canon a 4 voces y bajo continuo, 11° tono.

### Motetes
- A sumente non concissus, a 6 voces y bajo continuo.
- Beata quæ credidisti, a 12 voces y bajo continuo.
- La caída del primer hombre
- Domine quando veneris, a 4 voces y bajo continuo.
- Domine vim patior, a 4 voces y bajo continuo.
- Eco de la voz divina formado por el famoso platero "Beseleél" (1736), dedicado a San Eloy.
- La escogida Esther (1736)
- Fulcite me, a 4 voces y bajo continuo.
- El Grande Samuel (1737), dedicado a San Francisco de Paula.
- Hodie Maria Virgo, a 8 voces en dos coros y bajo continuo.
- Lauda Jerusalem, motete policoral con violines, clarín y bajo continuo.
- O vos omnes, a 4 voces y bajo continuo.
- Oratorio místico i alegórico que en culto de María Santísima del Pilar (1717).
- Plorans ploravit, a 4 voces y bajo continuo.
- La privilegiada Esther (1737)
- Quemadmodum desiderat, para voz, viola de gamba y bajo continuo.
- Tenebræ factæsunt (1744), a 4 voces y bajo continuo.
- Tota pulchra es Maria (<1719), a 4 voces y bajo continuo.

## Investigación
Además de en la Biblioteca de Cataluña, en la Biblioteca Nacional de Francia y en los archivos de Montserrat, Canet de Mar, Cervera, Tarragona, Villafranca del Panadés, Manresa y la Universidad de Cracovia se conservan partituras de Valls. Aunque la mayoría son inéditas, algunas editoriales catalanas como DINSIC y Scala Aretina han editado algunas. En formato electrónico, se pueden consultar las partituras (a menudo con archivos Midi) de la Choral Public Domain Library.

## Enlaces
- Partituras y archivos midi de dominio libre en la Choral Public Domain Library Pertenecen al Mapa Armónico Práctico en la edición del CSIC
- CSIC, editora institucional de las partituras de Francisco Valls
- DINSIC, editorial comercial de les partituras de Francesc Valls
- Scala Aretina, editorial comercial de les partituras de Francesc Valls